# San Andrés Larráinzar
San Andrés Larráinzar es un pueblo del estado de Chiapas, México, que se encuentra dentro de la región conocida como Los Altos. Sus habitantes pertenecen a la etnia cultural y lingüística tzotzil que, a su vez, forma parte de la Cultura Maya. Es cabecera del municipio de Larráinzar.
A pesar de que la inmensa mayoría de sus habitantes son indígenas (98% aproximadamente), existe, no obstante, un pequeño grupo de mestizos que habita en la cabecera municipal.
El nombre de "San Andrés" hace referencia a su santo patrono cuya fiesta se celebra el 30 de noviembre. Según unas fuentes, el nombre de "Larráinzar" le fue dado en honor de Manuel Larráinzar quien fue un político, abogado y diplomático del Estado de Chiapas, y gran defensor del Soconusco. Según otras, lo recibió por Ramón Larráinzar, gobernador del estado en 1849-1850.
El nombre del municipio para los zapatistas es el de Sakamch'en de los Pobres. Sakamch'en es, de hecho, un nombre antiguo del municipio. Los nahuas del centro de México llamaban a esta región: Iztacoztoc que quiere decir caverna blanca, igual que en tsotsil, Cueva blanca.
16.9053835, -92.7134138

## Geografía
- Latitud: 16.88
- Longitud: -92.71
- Altitud: 2200 metros sobre el nivel del mar.

Colinda al norte con los municipios de Bochil, El Bosque, Chalchihuitán, Chenalhó, Aldama y Santiago El Pinar; al este con los municipios de Santiago El Pinar, Aldama y Chamula; al sur con el municipio de Chamula; al oeste con los municipios de Ixtapa y Bochil.

## Historia
Este municipio tuvo un papel destacado durante la guerra de 1994 en que ocurrió el levantamiento zapatista, ya que fue en la cabecera de este municipio donde se firmaron los Acuerdos de San Andrés, es decir, el convenio establecido entre el Gobierno Mexicano y el E.Z.L.N. (véase Zapatismo), para dar fin a la guerra. Estos acuerdos fueron desconocidos por el Gobierno Federal a pesar de haber sido firmados, pero son no obstante válidos para el movimiento. Se encuentra a 14 kilómetros de la ciudad de San Cristóbal de las casas por la carretera estatal que va hacia chamula

## Traje tradicional
El traje tradicional para los hombres se compone de camisa y pantalón blancos tejidos de lana. Las mangas de la camisa están cosidas al torso y son de color rojo y los pantalones (o vex en lengua tzotzil) llegan abajo de la rodilla. Forma actualmente parte del traje "formal" el calzado tradicional que son los huaraches o cactlis (del náhuatl tecactli); ya que tradicionalmente se andaba descalzo.
Para aquellos que ocupan un cargo comunitario se añade además un poncho negro tejido también de lana, un morral tejido de mecate o nuti' , un paño blanco o pok' , y un vistoso sombrero o pixol de cuya copa cuelgan listones de distintos colores alrededor de él.
El traje de las mujeres consiste en una blusa blanca tejida de lana con bordado alrededor del cuello con tonos rojizos o morados, una falda azul obscuro ceñida a la cintura con una banda roja. Con relación al quinto informe legislativo de la senadora de la república por el estado de Chiapas;Maria Elena Orantes fue honrada con el bastón de mando símbolo de máximo poder en este municipio.

## Hermanamientos
- Toscana Levizzano, Italia (2001)[8]